# 7 Days to Die
7 Days to Die — компьютерная игра в жанре survival horror с открытым миром, разработанная компанией The Fun Pimps Entertainment. Игра была выпущена в раннем доступе в Steam в декабре 2013 года для операционных систем Windows и OS X. В июле 2016 года компания Telltale Publishing выпустила версии для PlayStation 4 и Xbox One. Действие 7 Days to Die происходит в процедурно генерируемом, полностью разрушаемом мире (кроме торговых зон и самого нижнего, не разрушаемого блока), охваченном зомби-апокалипсисом; чтобы сохранить жизнь своему персонажу, игрок должен обороняться от враждебных зомби, собирать различные ресурсы и строить здания. Разработка игры была профинансирована посредством краудфандинга через сайт Kickstarter.

## Игровой процесс
В 7 Days to Die игрок появляется в случайно сгенерированном месте с целью прожить так долго, как это возможно. Как в лесах и пустошах, так и в вымерших населённых пунктах разгуливает большое количество заражённых и когда проходит день и наступает ночь, зомби становятся более сильными и агрессивными. В игре есть возможность крафта, уничтожения и другие способы манипулирования объектами. Также в игре есть система физики, в которой строительство без поддержки (опор, колонн, стен и т.д) может привести к обрушению или частичному разрушению здания. Игра построена на основе воксельной технологии, что позволяет использовать искусственную физику для постройки и уничтожения объектов на гладкой местности.
Игра сосредоточивается на том, чтобы дать игрокам возможность выживать и днём, и ночью, так как в ней имеется дневной и ночной цикл. Днём зомби медленные и слабые, но в ночное время они становятся более быстрыми, опасными и каждую седьмую ночь на игрока идёт волна мутантов, которая обнаруживает его, не имея визуального контакта с ним. В игре есть система, благодаря которой персонажу требуется еда и вода для поддержания своей жизнедеятельности, также на него постоянно воздействуют внешние факторы, температура, болезни, радиация и вирус. Предметы в игре постепенно разрушаются в процессе их использования, поэтому игроку придется искать новые или делать их самому и ремонтировать по ходу игры с помощью системы крафта.
Мир полностью разрушаемый. Игрок может вырыть шахту или котлован сколь угодно больших размеров, ограничивающиеся только размерами мира и затраченным временем, построить свой собственный дом или уничтожить другие, чтобы собрать материалы, например, для строительства своей крепости. В игре также присутствует возможность маскировки и система отвлечения, чтобы избежать столкновений с зомби.
Зомби в 7 Days to Die (в зависимости от вида) могут лазить по стенам, копать, разрушать объекты или даже целые здания, если это необходимо, чтобы добраться до игрового персонажа и убить его. Это заставляет игрока защищать свою базу, ставя различные ловушки и препятствия, чтобы туда попадались зомби. После каждой смерти на игрока накладывается штраф, отнимающий некоторое количество игрового опыта.

### Многопользовательская игра
Данный режим в игре доступен через серверы, создаваемые игроками. Он позволяет нескольким игрокам выживать и общаться друг с другом в одном мире. Выживание в игре может быть как с друзьями, так и против других игроков, в зависимости от используемых параметров сервера. Одиночные миры имеют поддержку локальной сети, позволяющую другим игрокам присоединяться к выбранному миру локально, без установки сервера. Игрок может разрешить подключаться к своему одиночному миру через глобальную сеть. Существует несколько режимов игры: «выживание» и «редактор».

## Разработка
Разработка игры была профинансирована посредством краудфандинга через сайт Kickstarter; к завершению кампании по сбору средств 15 августа 2013 года разработчики собрали 507 612 долларов США — значительно больше первоначально требуемых 200 тысяч. Предполагаемой датой выхода был май 2014 года для Windows; версии для Mac и Linux были запланированы на вторую половину 2014 года.
Также игра получила одобрение в Steam Greenlight. Альфа-версия игры для OS X была выпущена 13 сентября 2013 года, а с ней и обновление до альфа-версии 1.1.

## Отзывы и продажи
| Сводный рейтинг       | Сводный рейтинг | Сводный рейтинг | Сводный рейтинг |
| Издание               | Оценка          | Оценка          | Оценка          |
| Издание               | PC              | PS4             | Xbox One        |
| --------------------- | --------------- | --------------- | --------------- |
| GameRankings          | N/A             | 42,08 %         | 37,79 %         |
| Русскоязычные издания |                 |                 |                 |
| Издание               | Оценка          | Оценка          | Оценка          |
| Издание               | PC              | PS4             | Xbox One        |
| StopGame.ru           | «Похвально»     | N/A             | N/A             |

Летом 2018 года, благодаря уязвимости в защите Steam Web API, стало известно, что точное количество пользователей сервиса Steam, которые играли в игру хотя бы один раз, составляет 4 184 553 человека.

### Комментарии
1. ↑  Вышла в раннем доступе 13 декабря 2013 года для macOS и Windows и 22 ноября 2014 года для Linux.